# Écueillé
Écueillé és un municipi francès, de la regió de Centre - Vall del Loira i del departament de l'Indre. El 2021 tenia 1.192 habitants.